# 伊奈忠順
伊奈 忠順（いな ただのぶ、? - 正徳2年2月29日（1712年4月4日））は、江戸時代中期の関東郡代。通称は半左衛門。関東郡代・伊奈忠常の次男。兄に忠篤。室は折井正辰の娘。嫡男に忠辰。また、伊奈貞長の次男・忠逵を養子とした。
はじめ稲葉正篤の養子となり、兄・忠篤が死去すると兄の養子として、関東郡代職と武蔵国赤山（現在の埼玉県川口市赤山）4000石の赤山城の遺領を継いだ。伊奈氏の代々の仕事を引き継ぎ、幕府代官として架橋工事、治水工事を主に行った。大正4年（1915年）、従五位を追贈された。

## 業績
- 元禄11年（1698年） 深川永代橋架橋工事
5代将軍・綱吉の50歳の誕生日を記念して架けられた。
- 元禄13年（1700年） 深川埋め立て工事
- 宝永元年（1704年） 江戸本所堤防修築
- 宝永2年（1705年） 浅草川治水工事
- 宝永4年（1707年） 富士山噴火。奉行として派遣

## 宝永の大噴火
宝永4年（1707年）11月に発生した富士山の噴火は実に620年ぶりの空前の大噴火で、現在も富士山の東南斜面に巨大な噴火口を残し、盛り上がった部分は宝永山と呼ばれる。約半月にも及んだ噴火により、小田原藩の全領約10万石のうち、6割が大量の火山灰に埋まり、遠く江戸でも2寸積もったという記録が残る大被害となる。
忠順はこの噴火に対し、砂除川浚（すなよけかわざらい）奉行と呼ばれる災害対策の最高責任者に任じられ、主に川底に火山灰が堆積していた酒匂川の砂除け、堤防修復などに従事した。しかし、もっとも被害の酷かった駿東郡足柄・御厨地方へ幕府の支援が一切行われず、59もの村が「亡所」とされ、放棄され飢餓に苦しむ者が続出している悲惨な状況となっていた。忠順は酒匂川の改修工事に被害農民を雇い入れることで生活の安定を図り、農地を回復させるための土壌改良にも取り組んだ。忠順は復興開始から4年後、事業半ばで死去。墓所は源長寺（現在の川口市）。戒名は嶺頂院殿松誉泰運哲翁大居士。
忠順の救済により救われた農民たちは、その遺徳を偲び慶応3年（1867年）に祠を建て、その後、須走村（現在の静岡県駿東郡小山町須走）に伊奈神社を建立し忠順の菩提を弔った。伊奈神社には忠順の像も立つ。大正時代になって忠順の業績を称えて従五位下に叙せられている。
なお、記録はないが、「忠順は見て見ぬふりができず、独断で駿府紺屋町の幕府の米倉を開き、1万3000石を村々の飢民へ分配した。結果的に目付によってこの無断行為を咎められ、忠順は罷免。後に切腹を命じられ、享年40」とする伝承が駿州御厨地方に残されている。

## 伊奈忠順を題材とした作品
- 新田次郎『怒る富士』（文春文庫上下、改版2007年、ISBN 416-7112361、ISBN 416-711237X）
忠順を主人公に富士山宝永の大噴火を描いた長編時代小説。『静岡新聞』に昭和47年（1972年）3月1日から同48年（1973年）2月8日まで連載された。